# 广陵路
广陵路是中華人民共和國江苏省扬州市的一条重要街道，东西走向，东起泰州路，西到国庆路（原名辕门桥）十字路口，接甘泉路（原名多子街），长约1000米，宽12米。中间与皮市街交汇。
广陵路西段原名左卫街，得名于明代的扬州卫辖左卫街千户所。为扬州繁盛街道之一，民国昔日银行、钱庄较多，一度为扬州金融中心。
广陵路东段原名缺口街，直通缺口城门。
今日的广陵路是1951年拓宽街道的产物，为横贯市区的东西干道。自此以后，一直保持12米的宽度。最初为城砖路面，数年后改为沥青路面。
沿广陵路曾分布有大量名人宅第。目前拥有十余处扬州市文物保护单位：
- 四岸公所：广陵中心小学内
- 梅花书院：广陵路248号
- 刘庄：广陵路272号
- 广陵路250号民居
- 广陵路252号民居
- 张联桂住宅：广陵路218号
- 文公祠：广陵路119号
- 邱氏园：广陵路292号
- 卞宝第故居：广陵路219号
- 陈氏住宅：广陵路306号
- 明庐：广陵路122号
- 丁氏住宅：广陵路128号
- 震旦中学礼堂：广陵路56号
- 广陵路钱业会馆：广陵路345号，国税局税源管理七科大院内
- 水碧泉古井：广陵路60号东北角院内
- 同松参号药店旧址：广陵路352号大院内

该路东端为天主教扬州耶稣圣心堂，为江苏省文物保护单位。广陵路218号原为美国圣公会差会开辟的圣三一堂。